# Landkreis Nordwestmecklenburg
Landkreis Nordwestmecklenburg er en Landkreis i den nordvestlige del af den tyske delstat Mecklenburg-Vorpommern beliggende ud til Østersøen. Til området hører Østersøøen Poel. Naborkreise er mod øst Landkreis Rostock, mod syd den kreisfreie by Schwerin og Landkreis Ludwigslust-Parchim og mod vest den slesvig-holstenske Kreis Herzogtum Lauenburg og den kreisfreie by Lübeck. 
Under landkreisreformen i 2011 kom den tidligere kreisfrie by Wismar til landkreisen og blev den nye administrationsby.

## Geografi
Området ligger i en trekant mellem byerne Lübeck, Wismar og Schwerin. Mod nord grænser den til Østersøen med den lille ø Poel; Der er to store søer i Nordwestmecklenburg: den østlige halvdel af Schaalsee (23 km²) på grænsen mod vest, og den nordlige halvel af Schweriner See (63 km²) i syd.

## Byer og kommuner
(indbyggertal pr. 31. december 2016)
Amtsfrie kommuner
1. Grevesmühlen, by ** (10354)
2. Poel (2485)
3. Wismar, Hansestadt (42550)

Amter med amttilhørende kommuer/byer
| - 1. Amt Dorf Mecklenburg-Bad Kleinen (13732) 1. Bad Kleinen (3615) 2. Barnekow (587) 3. Bobitz (2470) 4. Dorf Mecklenburg * (3090) 5. Groß Stieten (574) 6. Hohen Viecheln (655) 7. Lübow (1575) 8. Metelsdorf (499) 9. Ventschow (667) - 2. Amt Gadebusch (10321) 1. Dragun (766) 2. Gadebusch, Stadt * (5530) 3. Kneese (331) 4. Krembz (878) 5. Mühlen Eichsen (982) 6. Roggendorf (976) 7. Rögnitz (200) 8. Veelböken (658) - 3. Amt Grevesmühlen-Land ** (8406) 1. Bernstorf (327) 2. Gägelow (2600) 3. Plüschow (Ugyldig Metadata-Nøgle 13074063) 4. Roggenstorf (449) 5. Rüting (539) 6. Stepenitztal (1691) 7. Testorf-Steinfort (626) 8. Upahl (1552) 9. Warnow (622) | - 4. Amt Klützer Winkel (10655) 1. Boltenhagen (2464) 2. Damshagen (1265) 3. Hohenkirchen (1264) 4. Kalkhorst (1754) 5. Klütz, Stadt * (3114) 6. Zierow (794) - 5. Amt Lützow-Lübstorf (13493) 1. Alt Meteln (1136) 2. Brüsewitz (2015) 3. Cramonshagen (519) 4. Dalberg-Wendelstorf (526) 5. Gottesgabe (739) 6. Grambow (671) 7. Klein Trebbow (1089) 8. Lübstorf (1481) 9. Lützow * (1494) 10. Perlin (384) 11. Pingelshagen (535) 12. Pokrent (676) 13. Schildetal (758) 14. Seehof (954) 15. Zickhusen (516) - 6. Amt Neuburg (6072) 1. Benz (637) 2. Blowatz (1123) 3. Boiensdorf (494) 4. Hornstorf (1146) 5. Krusenhagen (568) 6. Neuburg * (2104) | - 7. Amt Neukloster-Warin (10868) 1. Bibow (394) 2. Glasin (790) 3. Jesendorf (483) 4. Lübberstorf (210) 5. Neukloster, Stadt * (3925) 6. Passee (190) 7. Warin, Stadt (3246) 8. Zurow (1345) 9. Züsow (285) - 8. Amt Rehna (9352) 1. Carlow (1207) 2. Dechow (175) 3. Groß Molzahn (372) 4. Holdorf (407) 5. Königsfeld (955) 6. Rehna, Stadt * (3510) 7. Rieps (348) 8. Schlagsdorf (1155) 9. Thandorf (164) 10. Utecht (407) 11. Wedendorfersee (652) - 9. Amt Schönberger Land (18441) 1. Dassow, Stadt (4042) 2. Grieben (170) 3. Groß Siemz (Ugyldig Metadata-Nøgle 13074029) 4. Lockwisch (Ugyldig Metadata-Nøgle 13074045) 5. Lüdersdorf (5326) 6. Menzendorf (246) 7. Niendorf (Ugyldig Metadata-Nøgle 13074058) 8. Roduchelstorf (229) 9. Schönberg, Stadt * (4751) 10. Selmsdorf (3064) |

- Wikimedia Commons har flere filer relateret til Landkreis Nordwestmecklenburg

53°50′N 11°10′Ø / 53.83°N 11.17°Ø